# Jiefangcun
Jiefangcun (kinesiska: 解放村乡, 解放村) är en socken i Kina. Den ligger i provinsen Hebei, i den norra delen av landet, omkring 130 kilometer öster om huvudstaden Peking.
Genomsnittlig årsnederbörd är 766 millimeter. Den regnigaste månaden är juli, med i genomsnitt 210 mm nederbörd, och den torraste är januari, med 2 mm nederbörd.